# 日本私立大学連盟
一般社団法人日本私立大学連盟（にほんしりつだいがくれんめい、英称：The Japan Association of Private Universities and Colleges、略称：JAPUC）は、日本にある私立大学の111法人・125大学を会員とする一般社団法人。通称は私大連（しだいれん）。

## 概要
四年制の私立大学を会員とする大学団体として、1951年7月28日に24大学で設立。1.私立大学の教育研究条件の充実向上と経営基盤の確立、2.大学教職員の福利厚生、3.会員大学で学生生活を送る大学生の充実などを図るべく私立大学に関連する様々な事業に取り組んでいる。
政策研究・政策提言の面において、『ポストコロナ時代の大学のあり方～デジタルを活用した新しい学びの実現～』（一般社団法人 日本私立大学連盟、2021年7月。2021年10月31日閲覧。）を国・社会に向けて公表するなどの活動を行っている。

## 沿革
【前史】
- 1951年（昭和26年）7月 - 私立大学の早稲田大学、慶應義塾大学など12校が日本私立大学協会を脱退[注釈 1]。

【本史】
- 1951年（昭和26年）7月 - 私立大学24校（愛知、青山学院、大阪医科、大谷、関西、関西学院、慶應義塾、神戸女学院、高野山、國學院、上智、聖心女子、中央、天理、東京歯科、東京女子、同志社、同志社女子、日本、明治、立教、立命館、龍谷、早稲田）をもって任意団体として設立。
- 1956年（昭和31年）- 社団法人化。
- 1975年（昭和50年）- 私立学校振興助成法が成立。
- 1984年（昭和59年）4月17日 - 本連盟（私大連）、日本私立大学協会（私大協）、私立大学懇話会の3者で日本私立大学団体連合会を設立[4][注釈 2]。
- 1991年（平成03年）- 大学審議会（現･中央教育審議会）の答申により大学設置基準の大綱化（大学設置基準など関係法令の改正）。
- 2001年（平成13年）7月 - 設立50周年。
- 2012年（平成24年）4月 - 一般社団法人へ移行。
- 2019年（令和元年）6月 - 日本私立大学連盟「私立大学ガバナンス・コード」第1版を策定。[5]
- 2021年（令和03年）7月 - 設立70周年。

## 役員

### 歴代会長
会長は、この法人の代表者にあたる。
＜この節の主な出典： ＞
| 代 | 氏名         | 出身元及び職名（在任当時） | 在 任 期 間                   | 備 考                                        |
| -- | ------------ | -------------------------- | ----------------------------- | -------------------------------------------- |
| 1  | 島田孝一     | 早稲田大学 総長            | 1951年7月28日 - 1955年4月1日  |                                              |
| 2  | 大浜信泉     | 早稲田大学 総長            | 1955年4月1日 - 1961年2月28日  |                                              |
| 3  | 高村象平     | 慶應義塾長                 | 1961年2月28日 - 1965年5月7日  |                                              |
| 4  | 永沢邦男     | 慶應義塾長                 | 1965年5月18日 - 1969年5月7日  |                                              |
| 5  | 時子山常三郎 | 早稲田大学 総長            | 1969年6月17日 - 1970年10月4日 |                                              |
| 6  | 佐藤朔       | 慶應義塾長                 | 1970年12月1日 - 1975年2月28日 |                                              |
| 7  | 大泉孝       | 上智学院 名誉教授          | 1975年2月28日 - 1978年9月7日  | 上智大学 第5代学長（1953-1968）              |
| 8  | 村井資長     | 早稲田大学 総長            | 1978年9月22日 - 1980年4月30日 |                                              |
| 9  | 大木金次郎   | 青山学院 院長              | 1980年5月20日 - 1983年2月22日 | 1984年4月から全日本私立幼稚園連合会 初代会長 |
| 10 | 石川忠雄     | 慶應義塾長                 | 1983年2月28日 - 1988年11月8日 |                                              |
| 11 | 西原春夫     | 早稲田大学 総長            | 1988年11月9日 - 1993年2月28日 |                                              |
| 12 | 濱田陽太郎   | 立教学院 大学総長          | 1993年2月28日 - 1994年5月26日 |                                              |
| 13 | 小山宙丸     | 早稲田大学 総長            | 1994年5月31日 - 1995年2月28日 |                                              |
| 14 | 鳥居泰彦     | 慶應義塾長                 | 1995年2月28日 - 2001年2月28日 |                                              |
| 15 | 奥島孝康     | 早稲田大学 総長            | 2001年2月28日 - 2003年2月28日 |                                              |
| 16 | 安西祐一郎   | 慶應義塾長                 | 2003年2月28日 - 2009年2月28日 |                                              |
| 17 | 白井克彦     | 早稲田大学 総長            | 2009年3月1日 - 2011年2月28日  |                                              |
| 18 | 清家篤       | 慶應義塾長                 | 2011年3月1日 - 2016年6月21日  |                                              |
| 19 | 鎌田薫       | 早稲田大学 総長            | 2016年6月21日 - 2019年6月25日 |                                              |
| 20 | 長谷山彰     | 慶應義塾長                 | 2019年6月25日 - 2021年6月8日  |                                              |
| 21 | 田中愛治     | 早稲田大学 総長            | 2021年6月9日 – 現任           |                                              |

## 研究・産官学連携
- 産官学連携を各加盟大学において推進をしているが、具体的な方策として下記制度などの受け入れ体制を整えることで研究拡充が図られることが可能な制度である。
- また、成果物としての技術移転（ライセンス許諾）なども条件・環境面が整うことで促進が期待でき、最終的に公益性の増進（社会への還元）という大学の社会的役割を果たす側面を発揮できる。

### 税制上の優遇措置

#### 特定公益増進法人
- 『私立学校法第3条に規定する学校法人で学校の設置若しくは学校及び専修学校若しくは各種学校の設置を主たる目的とするもの又は私立学校法第64条第4項の規定により設立された法人で専修学校若しくは各種学校の設置を主たる目的とするもの』として特定公益増進法人の交付を受けている法人である。そのため、寄附金の額に応じて個人・法人の所得から控除（個人は確定申告、法人は当該事業年度の損金算入による手続き）される税法上の優遇措置を受けられる。[7]

#### 受配者指定寄附金
- 企業等の法人が日本私立学校振興・共済事業団を通じて指定する学校法人へ行う寄附制度。本制度を利用することで、寄附金を支出した事業年度に当該寄付金額を損金に算入することがでる税法上の優遇措置[8]を受けられる。

#### 寄附講座寄附金
- 企業等の法人が寄附講座寄附金（提携/連携講座寄附金など）を開設した場合、法人税法により、寄付金を支出した事業年度に当該寄附金額を損金に算入し、税法上の優遇措置を受けられる。
- 個人が寄附講座寄附金（提携/連携講座寄附金など）を開設した場合、所得税法、住民税（地方税法）により、総所得金額から寄附金の額を控除することができ、税法上の優遇措置を受けられる。

#### 特別試験研究費税額控除制度
- 大学との共同研究及び委託研究等に要した試験研究費用の金額に一定の控除率（20%、25%または30%）を乗じて計算した金額を、当該事業年度の法人税額から控除できる制度を受けられる。その上限額は、総額型税額控除制度による控除額とは別枠で、法人税額の10%相当額が控除される。[注釈 3][9][10][11][12]1993年（平成5年度）税制改正で創設された研究開発税制とも呼ばれる制度。

#### 現物寄附
- 租税特別措置法により、土地、建物、株などの有価証券等の現物寄附の「みなし譲渡所得（値上がり益等）」は非課税として控除される。[13][14]

#### 遺贈
- 租税特別措置法により、遺贈を行った場合、相続税が非課税として控除される。[13][14]

### 研究

#### 外部資金獲得
- 科学研究費補助金、JST、NEDO・経産省、総務省（SCOPE）など省庁別に公募されている競争的資金や民間財団の助成金[15]への応募による研究も各大学で行われている。